# Teoria odpowiedzi na pozycje testowe
Teoria odpowiedzi na pozycje testowe (ang. item response theory, IRT), znana też jako model cech ukrytych (ang. latent trait theory) – model psychometryczny testu, będący nowszą (i bardziej skomplikowaną) alternatywą dla klasycznej teorii testu. Pod pojęciem IRT kryje się rodzina narzędzi statystycznych, które są wykorzystywane do modelowania cech latentnych (ukrytych) o charakterze ciągłym na podstawie dyskretnych wskaźników.
W modelach IRT najczęściej wskaźnikami (zmiennymi obserwowalnymi) są odpowiedzi udzielone na zadania testowe lub odpowiedzi na pytania kwestionariuszowe, natomiast rzadziej są to zaobserwowane cechy respondentów. Wykorzystywane w item response theory modele wiążą cechę ukrytą ze zmienną obserwowalną dzięki zastosowaniu parametryzacji, w ramach której określone zostają właściwości wskaźników oraz rozkład cech respondentów.
Model IRT może być postrzegany jako jeden z czterech rodzajów modeli wykorzystywanych w modelach klas ukrytych. W poniższej tabeli zaprezentowano cztery rodzaje modeli ze zmiennymi ukrytymi uwzględniając typ zmiennych ukrytych i obserwowalnych.
|                                   | Zmienna ukryta ciągła       | Zmienna ukryta kategorialna |
| --------------------------------- | --------------------------- | --------------------------- |
| Zmienna obserwowalna ciągła       | Analiza czynnikowa          | Analiza profili ukrytych    |
| Zmienna obserwowalna kategorialna | Analiza cech ukrytych (IRT) | Analiza klas ukrytych       |

Model IRT został zapoczątkowany w latach 50. i 60. XX wieku w pracach naukowych Frederica M. Lorda, Georga Rascha oraz Paula Lazarsfelda.